# Afonso N'Salambi
Afonso N'Salambi (25 januari 2006) is een Belgisch voetballer die onder contract ligt bij Standard Luik.

## Clubcarrière
N'Salambi genoot zijn jeugdopleiding bij Standard Luik. Op 12 mei 2023 maakte hij z'n profdebuut in het shirt van SL16 FC, het beloftenelftal van Standard dat dat seizoen zijn intrede had gemaakt in Eerste klasse B: op de slotspeeldag van de play-downs liet trainer Joseph Laumann hem in de 6-1-nederlaag tegen Lommel SK een paar minuten voor tijd invallen.

## Clubstatistieken
| Seizoen         | Club            | Land            | Competitie      | Competitie | Competitie | Beker | Beker | Supercup | Supercup | Europees | Europees | Totaal | Totaal |
| Seizoen         | Club            | Land            | Competitie      | Wed.       | Dlp.       | Wed.  | Dlp.  | Wed.     | Dlp.     | Wed.     | Dlp.     | Wed.   | Dlp.   |
| --------------- | --------------- | --------------- | --------------- | ---------- | ---------- | ----- | ----- | -------- | -------- | -------- | -------- | ------ | ------ |
| 2022/23         | SL16 FC         | Vlag van België | Eerste klasse B | 1          | 0          | —     | —     | —        | —        | —        | —        | 1      | 0      |
| 2023/24         | SL16 FC         | Vlag van België | Eerste klasse B | 0          | 0          | —     | —     | —        | —        | —        | —        | 0      | 0      |
| Carrière totaal | Carrière totaal | Carrière totaal | Carrière totaal | 1          | 0          | 0     | 0     | 0        | 0        | 0        | 0        | 1      | 0      |

Bijgewerkt op 15 april 2024.
3 Ngoy ·
4 Šutalo ·
5 Bolingoli ·
6 Sotiris ·
7 Bulat ·
8 Price ·
9 Zeqiri ·
10 Đukanović ·
11 Ayensa ·
13 Fossey ·
14 Kuavita ·
15 Doumbia ·
17 Camara ·
19 Badamosi ·
20 Karamoko ·
24 O'Neill ·
25 Hautekiet ·
29 Dierckx ·
30 Henkinet ·
40 Epolo ·
41 Szalai ·
44 Bates ·
45 Godfroid ·
51 Noubi ·
53 Calut ·
77 Hountondji ·
88 Lawrence ·
99 Poitoux ·
Coach: Leko